# Раш Сити (Минесота)
Раш Сити (енгл. Rush City) град је у америчкој савезној држави Минесота.

## Демографија
По попису из 2010. године број становника је 3.079, што је 977 (46,5%) становника више него 2000. године.
| Група             | 2000.         | 2010.         |
| Белци             | 1.868 (88,9%) | 2.417 (78,5%) |
| Афроамериканци    | 98 (4,7%)     | 406 (13,2%)   |
| Азијати           | 26 (1,2%)     | 41 (1,3%)     |
| Хиспаноамериканци | 64 (3,0%)     | 76 (2,5%)     |
| Укупно            | 2.102         | 3.079         |